# 刺額海羽水蚤
刺額海羽水蚤（学名：Haloptilus spiniceps）为亮羽水蚤科海羽水蚤屬下的一个种。